# Eleccions legislatives romaneses de 2004
Les eleccions legislatives romaneses de 2004 se celebraren el 27 de novembre de 2004 per a renovar els 334 membres de la Cambra de Diputats i els 137 membres del Senat de Romania. El partit amb més escons fou la coalició entre els socialdemòcrates i conservadors, però finalment es formà un govern de coalició encapçalat pels nacional-liberals, i el seu cap, Călin Popescu-Tăriceanu fou nomenat primer ministre de Romania.
Resultats de les eleccions de 28 de novembre de 2004 per a renovar la Cambra de Diputats i el Senat de Romania
|                                        | Unió Nacional PSD+PC (Uniunea Naţională PSD+PC) - Partit Socialdemòcrata (Partidul Social Democrat) - Partit Humanista de Romania (Partidul Umanist din România) | 3,730,352  | 132 113 9 | 36,8%   | 3,798,607  | 57  | 37,2%   |
|                                        | Aliança Justícia i Veritat (Alianţa Dreptate si Adevăr ) - Partit Nacional Liberal (Partidul Naţional Liberal) - Partit Demòcrata (Partidul Democrat)            | 3,191,546  | 112 64 48 | 31,5%   | 3,250,663  | 49  | 31,8%   |
|                                        | Partit de la Gran Romania (Partidul România Mare) | 1,316,751  | 48        | 13,0%   | 1,394,698  | 21  | 13,6%   |
|                                        | Unió Democràtica dels Hongaresos de Romania (Uniunea Democrată Maghiară din România)                                                                             | 638.125    | 22        | 6,2%    | 637.109    | 10  | 6,32%   |
|                                        | Partit de la Nova Generació (Partidul Noua Generaţie) | 227.443    | —         | 2,2%    | 241.486    | —   | 2,4%    |
|                                        | Partit Nacional Democristià Agrari (Partidul Naţional Ţărănesc Creştin Democrat)                                                                                 | 188.268    | -         | 1,9%    | 196.017    | -   | 1,9%    |
|                                        | Minories ètniques | 559.909    | 18        | 5,5%    | —          | —   | —       |
| Total vots vàlids (participació 56,5%) | Total vots vàlids (participació 56,5%) | 10,146,460 | 332       | 100,00% | 10.146.460 | 137 | 100,00% |
| Font: Biroul Electoral Central         | |            |           |         |            |     |         |